# Tropisk sprue
Tropisk sprue är en malabsorptionssjukdom som är vanligt förekommande i tropiska områden. Den yttrar sig som en abnorm tillplattning av villi och  inflammation av tunntarmens inre vävnad. Den skiljer sig signifikant från celiaki.
Sjukdomen börjar oftast med en attack av akut diarré, feber och illamående, varefter, under en period av växlande längd, patienten går in i en kronisk fas med diarré, steatorré, viktförlust, anorexi, illamående och näringsupptagsproblem. 